# 鄭魯齊三國攻許之戰
郑灭许之战，是指發生在公元前712年7月（魯隱公十一年七月），由周朝諸侯國—鄭國主導攻打另一諸侯國—許國的一場戰爭。

## 概述
夏季，鄭莊公與魯隱公在郲會面計劃攻打許國。秋季，鄭莊公、魯隱公與齊僖公等率領三國軍隊進攻許國，三國聯軍於前712年7月13日兵臨許國。
公元前712年7月15日，三國聯軍攻入許都，許莊公逃亡衛國，在鄭莊公的主持下，立許叔為許國國君，並將許國東部予給許叔，而許國西部則由公孫獲打理。

## 備註
1. 1 2 3  魯隱公十一年七月庚辰即7月13日，壬午即7月15日。
2. ↑  查《新編中國三千年歷日檢索表》，魯隱公十一年七月即格里曆前712年7月13日至8月10日。